# Frank R. Strayer
Frank R. Strayer est un réalisateur américain, né le 20 septembre 1891 à Altoona en Pennsylvanie, et mort le 3 février 1964 à Hollywood en Californie.

## Filmographie

### Années 1920
- 1925 : An Enemy of Men
- 1925 : Steppin' Out
- 1925 : The Fate of a Flirt
- 1925 : The Lure of the Wild
- 1926 : Sweet Rosie O'Grady
- 1926 : When the Wife's Away
- 1927 : The Bachelor's Baby
- 1927 : Pleasure Before Business
- 1927 : Rough House Rosie
- 1927 : Now We're in the Air
- 1928 : Deux Honnêtes Fripouilles (Partners in Crime)
- 1928 : Just Married
- 1928 : Son voyage en Chine (Moran of the Marines)
- 1929 : The Fall of Eve
- 1929 : Acquitted

### Années 1930
- 1930 : Nuits de Californie (Let's go places)
- 1930 : Épouses à louer (Borrowed Wives)
- 1931 : Caught Cheating
- 1931 : Murder at Midnight
- 1931 : Anybody's Blonde
- 1931 : Soul of the Slums
- 1931 : Dragnet Patrol (en)
- 1932 : The Monster Walks
- 1932 : Behind Stone Walls
- 1932 : Love in High Gear
- 1932 : Dynamite Denny
- 1932 : Gorilla Ship (en)
- 1932 : The Crusader
- 1932 : Tangled Destinies
- 1932 : Manhattan Tower
- 1933 : The Vampire Bat
- 1933 : El rey de los gitanos
- 1933 : By Appointment Only
- 1933 : Dance, Girl, Dance
- 1933 : Melodía prohibida
- 1933 : No dejes la puerta abierta
- 1933 : In the Money
- 1934 : La cruz y la espada
- 1934 : Twin Husbands
- 1934 : In Love with Life
- 1934 : Cross Streets
- 1934 : Fifteen Wives
- 1934 : Fugitive Road
- 1934 : Port of Lost Dreams
- 1934 : The Ghost Walks
- 1934 : Las Fronteras del amor
- 1934 : One in a Million (en)
- 1935 : Symphony of Living
- 1935 : Public Opinion
- 1935 : Society Fever
- 1935 : Condemned to Live (en)
- 1935 : Death from a Distance
- 1936 : Hitch Hike to Heaven
- 1936 : Murder at Glen Athol
- 1936 : Les Écumeurs de la mer (Sea Spoilers)
- 1936 : Laughing at Trouble
- 1937 : Off to the Races
- 1937 : Big Business
- 1937 : Hot Water
- 1937 : Borrowing Trouble
- 1938 : Blondie
- 1939 : Blondie Meets the Boss
- 1939 : Blondie Takes a Vacation
- 1939 : Blondie Brings Up Baby

### Années 1940
- 1940 : Blondie on a Budget
- 1940 : Blondie Has Servant Trouble
- 1940 : Blondie Plays Cupid
- 1941 : Blondie Goes Latin
- 1941 : Blondie in Society
- 1941 : Go West, Young Lady
- 1942 : Blondie Goes to College (en)
- 1942 : Blondie's Blessed Event
- 1942 : Blondie for Victory
- 1942 : The Daring Young Man
- 1943 : It's a Great Life (+ producteur)
- 1943 : Footlight Glamour (+ producteur)
- 1945 : Senorita of the West
- 1945 : Mama Loves Papa (en)
- 1945 : Senorita from the West
- 1946 : I Ring Doorbells
- 1947 : Messenger of Peace
- 1948 : Reaching from Heaven
- 1949 : The Pilgrimage Play
- 1949 : The Sickle or the Cross
- 1951 : The Valparaiso Story